# Caicoletohoho (Ort)
Caicoletohoho ist ein osttimoresischer Ort im Suco Hatuquessi (Verwaltungsamt Liquiçá, Gemeinde Liquiçá). Das Dorfzentrum liegt in der Mitte der Aldeia Caicoletohoho in einer Meereshöhe von 774 m. Nordöstlich befinden sich die Nachbardörfer Caidico und Lebusalara.